# Laphria empyrea
Laphria empyrea är en tvåvingeart som beskrevs av Gerstaecker 1861. Laphria empyrea ingår i släktet Laphria och familjen rovflugor. Inga underarter finns listade i Catalogue of Life.